# اروپاکورپ
اروپاکورپ یک استودیوی فیلم‌سازی فرانسوی است که مقر آن در پاریس قرار دارد. این شرکت با همکاری لوک بسون و پیر-آنژ لو پوگام در سال ۲۰۰۰ تأسیس شده‌است. این شرکت در طیف گسترده‌ای از فعالیت‌های سینمایی و تلویزیونی مانند توزیع فیلم در فرانسه، توزیع دی وی دی، فروش حقوق پخش تلویزیونی در فرانسه، و تولید تبلیغات به کار مشغول است.
اروپاکورپ در ابتدا با سرمایه‌گذاری بر روی فیلم‌های سینمایی کم‌هزینه که پتانسیل فروش بالای جهانی داشتند به موفقیت‌های اقتصادی رسید. این شرکت از سال ۲۰۱۱ وارد چرخه ساخت مجموعه‌های تلویزیونی هم شده‌است.